# Giles Martin

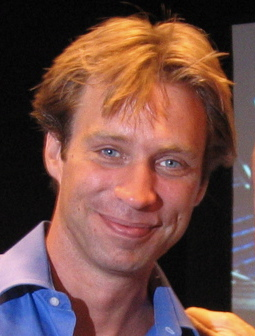
Giles Martin

Giles Martin (9 oktober 1969) is een Engelse muziekproducent, liedjesschrijver en muzikant.
Hij is de zoon van Beatles-producent George Martin. Giles Martin heeft zijn vader bijgestaan als producent voor het album Love van The Beatles uit 2006.
- Bibliothèque nationale de France: cb155075761 (data)
- Gemeinsame Normdatei: 1308216602
- International Standard Name Identifier: 0000 0001 1489 7048
- Library of Congress Control Number: no2006127872
- MusicBrainz: e71872c6-d390-4da0-a0da-4726a05c9a85
- Nationale Bibliotheek van Israël: 987007325985005171
- SNAC: w65j4wc3
- Système universitaire de documentation: 157703355
- Virtual International Authority File: 31762360
- WorldCat: E39PBJvxyHfmjqt4G9bW9c3PcP